# Sorceror from Outer Space
Sorceror from Outer Space è un cortometraggio del 1969 scritto e diretto da John Carpenter.